# Великие Бережцы
Великие Бережцы (укр. Великі Бережці) — село в Кременецкой городской общине Кременецкого района Тернопольской области Украины.
Код КОАТУУ — 6123481401. Население по переписи 2001 года составляло 1011 человек.

## Географическое положение
Село Великие Бережцы находится на левом берегу реки Иква, выше по течению на расстоянии в 1 км расположено село Савчицы, ниже по течению примыкает село Малые Бережцы.

## История
- 1545 год — дата основания.

## Объекты социальной сферы
- Школа.

## Достопримечательности
- Божья гора — расположена недалеко от села гора, 366 м. На гору ведет тропинка здоровья, на которой находятся несколько святынь[2].